# Masakazu Ito
Masakazu Ito (Japans: 伊藤 雅和 Itō Masakazu; Yokohama, 12 juni 1988) is een Japans voormalig wielrenner.

## Carrière
In 2008 won Ito twee etappes in de Ronde van Indonesië en werd hij negende in het eindklassement. In 2012 won hij de eerste etappe in de Ronde van Singkarak door met een voorsprong van twee seconden op Jai Crawford over de finish te komen. De leiderstrui die hij hieraan overhield raakte hij na de vierde etappe kwijt aan diezelfde Crawford.
Tussen 2017 en 2019 reed hij bij Nippo-Vini Fantini. In 2017 en 2019 werd hij zeventiende in het eindklassement van de Ronde van Taiwan.

## Overwinningen
2008
4e en 9e etappe Ronde van Indonesië
2012
1e etappe Ronde van Singkarak

## Ploegen
- 2010 –  Aisan Racing Team (stagiair vanaf 1-8)
- 2011 –  Aisan Racing Team
- 2012 –  Aisan Racing Team
- 2013 –  Aisan Racing Team
- 2014 –  Aisan Racing Team
- 2015 –  Aisan Racing Team
- 2016 –  Aisan Racing Team
- 2017 –  Nippo-Vini Fantini
- 2018 –  Nippo-Vini Fantini-Europa Ovini
- 2019 –  Nippo-Vini Fantini-Faizanè
- 2020 –  Aisan Racing Team
- 2021 –  Aisan Racing Team

Ayabe · Fukuda · Hayakawa · Hiratsuka · Ito · Komori · Nakajima · Nakane · Mase (stagiair) · Sugyo (stagiair)
Aoyama · Ayabe · Chihara · Fukuda · Haneda · Harada · Hayakawa · Hiratsuka · Ito · Komori · Kuroeda · Nakajima · Nakane
Arredondo · Bagioli · Berlato · Bisolti · Canola · Cunego · De Negri · Filosi · Grosu · Ito · Kobayashi · Koishi · Kuboki · Marangoni · Marini · Nakane · Santaromita · Stacchiotti · Uchima · Bou (stagiair) · Cima (stagiair) · Nishimura (stagiair)
Bagioli · Bou · Canola · D. Cima · I. Cima · Cunego · Grosu · Hatsuyama · Ito · Kobayashi · Lobato · Marangoni · Nakane · Nishimura · Ponzi · Santaromita · Tizza · Uchima · Yoshida · Zaccanti